# WarnerMedia
WarnerMedia, LLC (do 2018 roku Time Warner Inc.) – trzecia co do wielkości korporacja mediowa świata (po Comcast i The Walt Disney Company), powstała z połączenia wydawnictwa Time Inc. (wydawcy tygodnika „Time”) i wytwórni Warner Communications Inc. W 2018 roku wartość przychodów spółki osiągnęła około 33 mld USD.
8 kwietnia 2022 w wyniku fuzji spółek WarnerMedia i Discovery powstało przedsiębiorstwo Warner Bros. Discovery.

## Historia
Grupa powstała w 1990 roku w wyniku fuzji pomiędzy wydawnictwem Time Inc. (wydawcą tygodnika „Time”) i wytwórnią filmową Warner Communications Inc. W 1995 roku stworzyła razem z Philipsem, Sony i Toshibą standard DVD. W następnym roku w jej skład weszło imperium mediowe Teda Turnera. Wtedy też Time Warner uzyskało pierwszą pozycję spośród korporacji mediowych świata. W 2001 roku Time Warner zostało zakupione przez giganta branży internetowej, America OnLine i zmieniło nazwę na „AOL Time Warner”. Po dwóch latach, gdy AOL okazał się najbardziej deficytową częścią nowego koncernu, powrócono do dawnej nazwy. 28 maja 2009 roku firma ogłosiła spin off grupy AOL, który zakończył się 9 grudnia 2009. Tym samym po ośmiu latach zakończono związek AOL-u z Time Warner. Od tego czasu korporacja w zakresie przychodów rocznych spadła z poziomu 40 mld do około 30 mld USD. Skutkiem tego straciła pozycję lidera rynku mediowego na rzecz The Walt Disney Company.

## Struktura firmy

### Stacje telewizyjne
- Home Box Office
  - HBO
  - HBO HD
  - HBO 2
  - HBO 2 HD
  - HBO 3
  - HBO 3 HD
  - HBO Comedy
  - HBO Comedy HD
  - HBO on Demand
  - HBO GO
  - HBO MAX
- Cinemax
  - Cinemax
  - Cinemax HD
  - Cinemax 2
  - Cinemax 2 HD
- Turner Broadcasting System
  - Cartoon Network Studios
  - CNN
  - HLN
  - TNT
  - TCM/TCM2
  - truTV
- Cartoon Network Media
  - Cartoon Network
  - Cartoon Network TOO
  - Boomerang
  - Cartoonito
  - Adult Swim
- NASCAR (wspólnie z telewizjami ABC, CBS, ESPN, FOX)
- Antele Media S.A. (Wszystkie kanały ANT)
- Chilevisión (Chile)

### Kino
- Warner Bros.
- Hanna-Barbera
- Looney Tunes
- New Line Cinema
- Castle Rock Entertainment

### Prasa
- „Time”
- Fortune
- People
- Marie Claire
- DC Comics